# Loona (groupe)
Pour les articles homonymes, voir Loona.
 (juin 2023).
La mise en forme du texte ne suit pas les recommandations de Wikipédia : il faut le « wikifier ».
Les points d'amélioration suivants sont les cas les plus fréquents. Le détail des points à revoir est peut-être précisé sur la page de discussion.
- Les titres sont pré-formatés par le logiciel. Ils ne sont ni en capitales, ni en gras.
- Le texte ne doit pas être écrit en capitales (les noms de famille non plus), ni en gras, ni en italique, ni en « petit »…
- Le gras n'est utilisé que pour surligner le titre de l'article dans l'introduction, une seule fois.
- L'italique est rarement utilisé : mots en langue étrangère, titres d'œuvres, noms de bateaux, etc.
- Les citations ne sont pas en italique mais en corps de texte normal. Elles sont entourées par des guillemets français : « et ».
- Les listes à puces sont à éviter, des paragraphes rédigés étant largement préférés. Les tableaux sont à réserver à la présentation de données structurées (résultats, etc.).
- Les appels de note de bas de page (petits chiffres en exposant, introduits par l'outil «  Source ») sont à placer entre la fin de phrase et le point final[comme ça].
- Les liens internes (vers d'autres articles de Wikipédia) sont à choisir avec parcimonie. Créez des liens vers des articles approfondissant le sujet. Les termes génériques sans rapport avec le sujet sont à éviter, ainsi que les répétitions de liens vers un même terme.
- Les liens externes sont à placer uniquement dans une section « Liens externes », à la fin de l'article. Ces liens sont à choisir avec parcimonie suivant les règles définies. Si un lien sert de source à l'article, son insertion dans le texte est à faire par les notes de bas de page.
- La présentation des références doit suivre les conventions bibliographiques. Il est recommandé d'utiliser les modèles {{Ouvrage}}, {{Chapitre}}, {{Article}}, {{Lien web}} et/ou {{Bibliographie}}. Le mode d'édition visuel peut mettre en forme automatiquement les références.
- Insérer une infobox (cadre d'informations à droite) n'est pas obligatoire pour parachever la mise en page.

Pour une aide détaillée, merci de consulter Aide:Wikification.
Si vous pensez que ces points ont été résolus, vous pouvez retirer ce bandeau et améliorer la mise en forme d'un autre article.
Loona, stylisé LOOΠΔ (coréen : 이달의 소녀, RR : Idarui Sonyeo, « la fille du mois ») est un girl group sud-coréen créé par Blockberry Creative (en), une filiale de Polaris Entertainment. Leurs fans sont appelés Orbits.
Loona est un groupe qui se démarque par un long projet de pré-débuts qui durera un an et demi. Chaque mois, une nouvelle membre de Loona était dévoilée au public et sortait son propre single en solo. Après douze albums singles et la formation de trois sous-unités, le projet de pré-débuts se conclut par la sortie de « Hi High » issu de l'EP [+ +] en août 2018, marquant leur début officiel.
Au cours de l'année 2023, les douze membres de Loona quittent leur label BlockBerry Creative à la suite de batailles judiciaires et rejoignent des agences différentes. HeeJin, HaSeul, Kim Lip, JinSoul et Choerry rejoignent ensemble Modhaus et forment ARTMS. HyunJin, YeoJin, ViVi, Go Won et HyeJu (Olivia Hye) décident de rejoindre CTD ENM pour former à cinq le groupe Loossemble.Yves signe avec PAIX PER MIL et Chuu avec ATRP afin de faire carrière en solo.
À ce stade Loona est en pause pour une durée indéterminée car le groupe n’est pas dissous. Les membres de Loona souhaitent se réunir et refaire des activités à douze dès que possible, tout en continuant leurs activités en tant qu'ARTMS, Loossemble, Yves et Chuu.

## Nom
Le nom international de Loona est dérivé des lettres hangeul « ㅇㄷㅇㅅㄴ »; chaque lettre est une consonne de leur nom coréen « 이달의 소녀 » (Idarui Sonyeo). Quand elles sont arrangées dans un certain ordre, cela donne « ㄴㅇㅇㄷㅅ » qui ressemble aux lettres « L O O Π Δ » dans un mélange d'alphabet grec et latin.
De plus, le « 달 » de leur nom coréen se lit dal, ce qui signifie la Lune, mais aussi « mois ».
Idarui Sonyeo peut donc être traduit automatiquement en français par « La fille du mois », ou « La fille de la Lune ».

## Concept
Loona se démarque par un concept unique dans le monde de la K-pop. L'agence BlockBerry Creative (en) a annoncé que les personnages incarnés par les filles de Loona dans leurs clips vivent dans le « Loonaverse », dont on ne sait que très peu de choses. Chaque clip officiel et leur description rajoutent des éléments de connaissance : thème de voyage dans l'espace-temps, de rembobinage de cassette... Les personnages ont toutes une couleur, un endroit, un animal ou un fruit qui les représente. Officiellement, leur univers serait comme un ruban de Möbius.

## Histoire

### 2016-2018: Projet de pré-débuts
Le 2 octobre, l'agence sud-coréenne Blockberry Creative a annoncé via Naver qu'ils allaient faire débuter leur premier girl group grâce à un projet de pré-débuts de 18 mois. Les trainees auditionnent d'abord avec Polaris Ent., l'agence-mère de BlockBerry Creative.
D'octobre 2016 à janvier 2017, quatre membres (HeeJin, HyunJin, HaSeul, YeoJin) sont révélées. Chacune a sorti un single et une autre chanson.
En mars 2017, la première sous-unité du groupe appelée Loona 1/3 (stylisé LOOΠΔ / 1/3) débute avec HeeJin, HyunJin, HaSeul, et une nouvelle membre, ViVi, avec le single « Love&Live » et l'album [Love&Live]. L'album est réédité en avril sous le nom [Love&Evil] avec trois nouvelles chansons et le single « Sonatine ».
YeoJin ne fait partie d'aucune sous-unité car elle était encore trop jeune pour faire la promotion de Loona 1/3 à la télévision.
Entre avril et juillet 2017, les membres ViVi, Kim Lip, JinSoul et Choerry sortent également leurs singles sur le même modèle.
La deuxième sous-unité du groupe composée de Kim Lip, Jinsoul et Choerry, Loona ODD EYE CIRCLE (stylisé LOOΠΔ / ODD EYE CIRCLE), débute le 21 septembre 2017 avec l'album [Mix&Match] et le single « Girl Front ». Puis, en octobre, une version rééditée est publiée avec trois nouvelles chansons dont le single « Sweet Crazy Love », sous le titre [Max&Match].
Entre novembre 2017 et mars 2018, les quatre dernières membres (Yves, Chuu, Go Won, Olivia Hye) sont révélées, toujours avec un single et une autre chanson.
Elles font leurs débuts dans la troisième sous-unité, Loona yyxy (stylisé LOOΠΔ / yyxy), avec « love4eva » en featuring avec l'artiste Grimes, contenu dans l'album [beauty&thebeat], en mai 2018. C'est la seule sous-unité à ne pas avoir d'album réédité.
Le projet de pré-débuts se termine le 7 août 2018, avec le single « favOriTe » et son clip qui comprend enfin les douze membres réunies,.

### 2018-2019: Débuts etcomebackavec [+ +] et [X X]

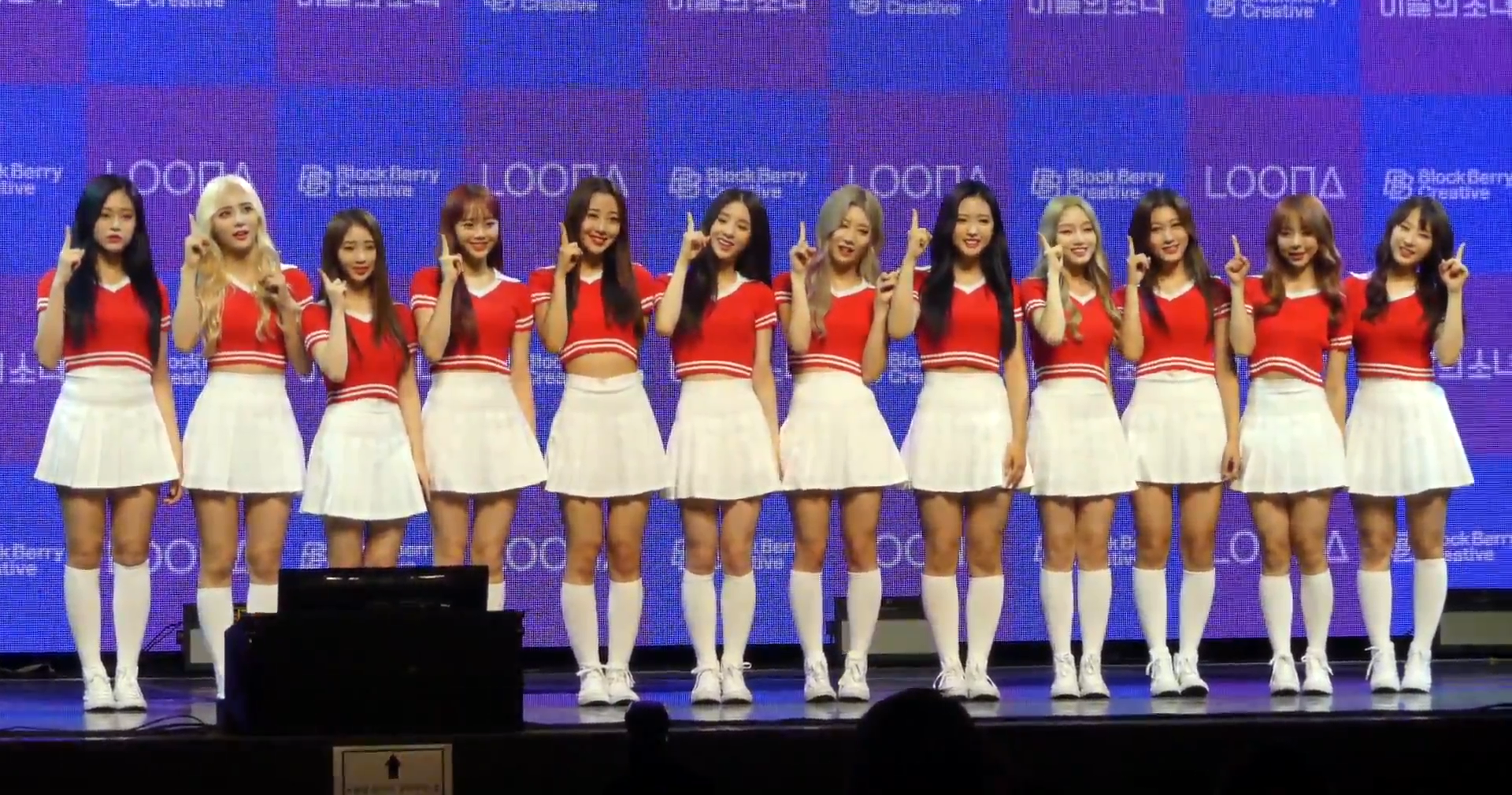
Loona au complet pour leur début d'août 2018.

Le 15 août, BlockBerry Creative publie la liste des pistes du premier mini-album [+ +] (Plus Plus) de Loona. Le single sera « Hi High », et le mini-album comprendra également « favOriTe » sorti précédemment.
Elles tiennent un concert nommé LOOΠΔbirth, le 19 août, dans lequel elles interprètent leurs chansons de pré-débuts (en solo et en sous-unité) et des chansons de [+ +].
Le 20 août 2018 marque le jour de leurs débuts attendus pendant presque deux ans avec la sortie de [+ +] et du clip de « Hi High ».
Plus de six mois plus tard, le mini-album est réédité en février 2019, sous le nom [X X] (Multiple Multiple) avec six nouvelles chansons dont le single « Butterfly ».
Pendant neuf mois, Loona sont en pause, et enchaînent des émissions de variété et performances en plein air pour se faire connaître. HaSeul ne participe pas aux activités de groupe après les promotions de Butterfly et ne revient qu'en août, à l'occasion de leur invitation à la KCON 2019 à Los Angeles, où Loona découvrent leur immense popularité à l'international.
Enfin, le 13 décembre, le groupe sort le single « 365 ». La chanson est dédiée aux fans qui ont attendu le retour de Loona et en anticipation de leur prochain album.

### 2020:Comebackavec [#] et [12:00]
BlockBerry Creative annonce que HaSeul doit prendre une pause dans ses activités pour des raisons de santé. Elle sera absente des promotions du groupe pendant plus d'un an et demi.
Le 5 février 2020, leur deuxième mini-album [#] (Hash) sort, accompagné du nouveau single « So What ». Elles obtiennent leur tout premier trophée pour la première place à l'émission MCountdown.
[#] devient l'album d'un groupe coréen féminin avec le plus de no 1 sur l'iTunes Albums Chart dans plus de soixante pays. Lee Soo Man, le fondateur de SM Entertainment, a aidé dans la production de cet album. C'est la première fois qu'il produit un album en dehors de son label discographique.
Le 20 octobre 2020, le groupe organise avec succès son tout premier concert en ligne, LOOΠΔ On Wave [LOOΠΔTHEWORLD : Midnight Festival], sur la plateforme MyMusicTaste dans le but de promouvoir leur nouvel album [12:00] (Midnight) sorti la veille.
Le groupe entame des promotions pour le single « Why Not? » issu de [12:00] qui se terminent fin novembre. Après une courte pause, le groupe fait la promotion du second single de l'album, « Voice » en Corée du Sud et de « Star », sa version anglaise, à l'international.
Fin décembre, Chuu, devenue très populaire en tant que personnalité dans les émissions de variété coréennes, anime sa propre websérie YouTube intitulée Chuu Can Do It!, sponsorisée par le studio DIA TV.

### 2021-2022:Comebackavec [&], [FLIPthat],Queendom 2et tournée mondiale
HaSeul met fin à sa pause et revient pour continuer ses activités en tant que membre et leader de Loona.
Le 28 juin 2021, le groupe sort un nouveau EP intitulé [&] (And) qui contient le single « PTT ( Paint The Town ) »
. Elles gagnent une récompense pour la première place à l'émission THE SHOW. Les membres enchaînent livestreams, émissions de variété, OSTs, concerts en ligne, fanmeetings, collaborations et projets en mini-unités (Loona X Cocomong, Loona Not Friends / Maxis By Ryan S. Jhun).
Le 11 et 12 février 2022, Loona performent le concert LOONAVERSE : FROM, auquel Chuu ne participe pas, l'agence BlockBerry Creative citant des problèmes de santé. Cependant, Chuu se rend sur scène avec les membres lors de la dernière partie du deuxième jour, pour s'adresser aux fans et les rassurer qu'elle va bien. Une fois le concert fini, Loona sont invitées pour participer à l'émission Queendom 2, diffusée par Mnet.
De mars à juin 2022, Loona sont participantes à l'émission Queendom 2. Elles n'obtiennent pas de points pour le premier round, car le groupe a contracté la COVID-19; malgré cela, elles se hissent en haut des trois catégories de vote et obtiennent la deuxième place face à Cosmic Girls lors de la finale, avec un single inédit intitulé « POSE ».

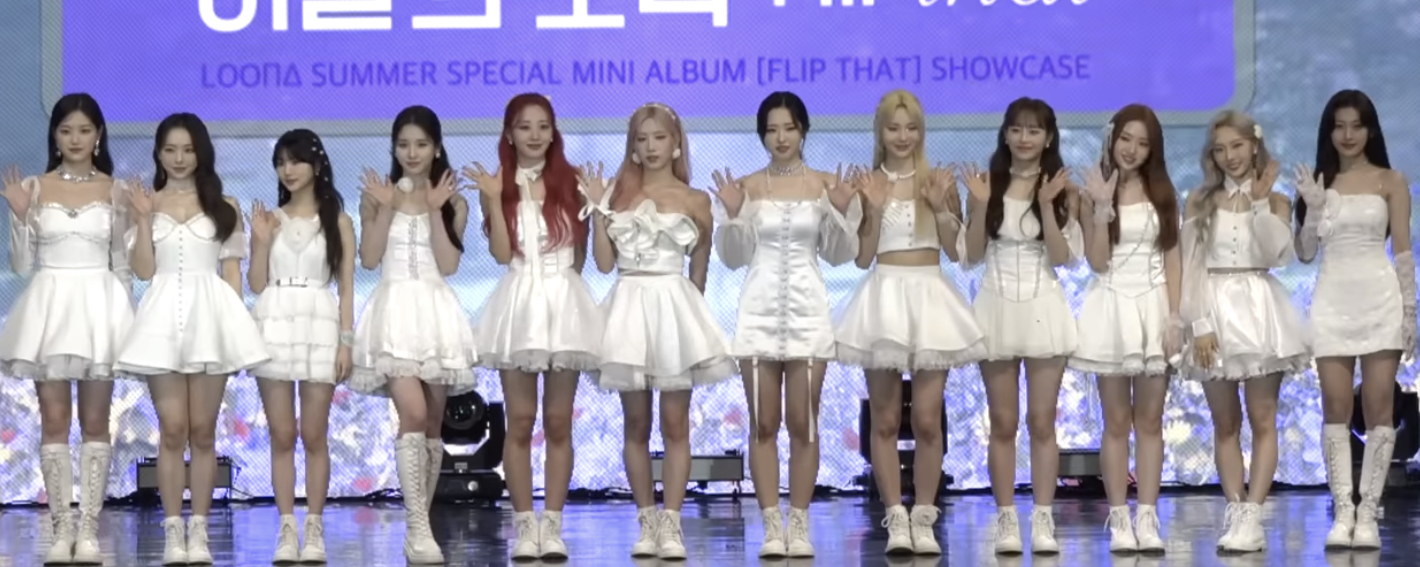
Loona pour le showcase de Flip That.

Le 20 juin 2022, le groupe publie l'EP [Flip That] avec le single du même titre. Elles obtiennent deux trophées d'émission avec cet album et explosent leurs ventes.
Le groupe entame début août 2022 la tournée mondiale Loona 1st World Tour [LOONATHEWORLD], à laquelle Chuu ne participe pas, sans raison valable; l'agence BlockBerry Creative évoque une impossibilité de concilier son emploi du temps en tant qu'animatrice de Chuu Can Do It! et personnalité de variété avec celui des autres membres de Loona.
La tournée est sectionnée en trois parties : États-Unis, Europe, et Séoul. Les salles de concert sont quasi-complètes sur les 24 dates, mais HaSeul & Choerry sont absentes des concerts en Europe pour des raisons de santé, en raison de graves blessures et d'épuisement accumulé par le rythme effréné de la tournée.
Loona devaient faire un concert à Tokyo le 1er octobre, qui est finalement reporté à plus tard puisque la demande de visa des membres a été rejetée.

### Novembre 2022 - juin 2023: Expulsion de Chuu et injonctions des membres
Au cours de l'année 2022, divers tabloïds publient des articles qui révèlent que Chuu a déposé une injonction contre l'agence BlockBerry Creative pour suspendre certaines clauses de son contrat, et qu'elle a créé une entreprise avec sa mère pour gérer ses revenus et cachets perçus avec Chuu Can Do It! et des publicités dont elle est l'égérie.
Le 25 novembre 2022, BlockBerry Creative, annonce avoir pris la décision d'expulser Chuu de Loona selon le motif de son comportement abusif envers le personnel de l'agence. Cette nouvelle est précédée par la procédure judiciaire de la part de Chuu pour modifier son contrat mais aussi, de sa mise à l'écart des activités du groupe depuis plusieurs mois sans raison valable.
De nombreux professionnels travaillant dans l'industrie audiovisuelle coréenne prennent la défense de Chuu, qui finit par s'exprimer en soulèvant la question de son salaire, jamais perçu en cinq ans : elle révèle une faille dans le contrat signé avec BlockBerry Creative. Est stipulé dans le contrat que l'agence doit garder 70 % des recettes tandis que les membres de Loona en gardent individuellement 30 %. Cependant, est aussi stipulé que l'agence et Loona doivent se partager les dépenses de manière égale (50/50). Ce qui engendre un profit de 20 % pour BlockBerry Creative, mais de –20 % pour Loona. Plus elles travaillent, et plus elles s'endettent.
Les autres membres de Loona déposent tour à tour une demande d'injonction pour suspendre leur contrat exclusif avec BlockBerry Creative, en raison d'une perte de confiance en l'agence. HeeJin, Kim Lip, JinSoul et Choerry gagnent leur procès, puis HyunJin et ViVi, mais pas le reste de Loona (HaSeul, YeoJin, Yves, Go Won et Olivia Hye) qui se mettent en inactivité.
BlockBerry Creative nie l'existence de ces demandes d'injonctions. L'agence annonce ensuite un come back avec onze membres et un album intitulé The Origin [0] (Zero), dont la sortie était prévue le 3 janvier 2023 sans showcase,.
En réponse, les Orbits (le fandom de Loona) déclarent le 8 décembre 2022 un boycott international, rejoints même par des boutiques spécialisées ; le boycott fait chuter les précommandes de [0] The Origin de manière drastique et une baisse importante de statistiques d'engagement sur les vidéos et publications des réseaux sociaux de Loona (YouTube, Twitter, Instagram...). Ce boycott est réussi puisqu'en décembre 2022, BlockBerry Creative annonce repousser jusqu'à une durée indéterminée la sortie de l'album Loona The Origin [0].
BlockBerry Creative dépose une demande auprès de la KEPA (Korea's Entertainment Producer Association) pour interdire la diffusion des activités de Chuu, HeeJin, Kim Lip, JinSoul et Choerry ; le but est de les blacklister de l'audiovisuel coréen. Cette demande finit par être rejetée.
Bien que Chuu ait été expulsée du groupe par BlockBerry Creative, Chuu se définit toujours comme membre de Loona ; les autres membres de Loona aussi, chaque membre ayant gardé le contact.

### 2023: Projets hors LOONA
En mars 2023, HeeJin, Kim Lip, JinSoul et Choerry signent un contrat avec ModHaus, l'agence de leur ancien directeur artistique Jaden Jeong. Elles lancent le projet ARTMS qui laisse envisager un nouveau LOONA.
En avril 2023, Chuu signe avec l'agence ATRP, une subsidiaire de By4M.
Entre mai-juin 2023, HyunJin et ViVi gagnent leur procès initial contre BlockBerry Creative et rejoignent officiellement l'agence CTDENM, créée et dirigée par un ancien employé de BlockBerry Creative qui a travaillé avec Loona depuis le début du projet.
Le 16 juin, Loona gagnent toutes leurs injonctions pour suspendre leur contrat avec BlockBerry Creative : le tribunal de Séoul juge un abus de pouvoir de la part de l'agence, qui a essayé de forcer le transfert du groupe vers Universal Music Japan, sans le consentement des membres.
Sur les réseaux sociaux, Loona laissent toutes éclater leur joie d'avoir gagné, et expriment le souhait de se réunir sur scène.
À la suite de cela, HaSeul rejoint également le projet ARTMS. La sous-unité Loona ODD EYE CIRCLE, composée de Kim Lip, JinSoul et Choerry, annonce un come back avec le single Air Force 1 et entame des promotions pour l'album <Version Up> ainsi qu'une tournée européenne <Volume Up>.
YeoJin, Go Won et Olivia Hye signent avec CTDENM aux côtés de HyunJin et ViVi. Olivia Hye change alors de nom de scène pour s'appeler HyeJu. Quant à Yves, elle se consacre à une carrière solo.
CTDENM annonce officiellement le 1er août les débuts d'un groupe appelé Loossemble, abréviation de LOONA Assemble, avec pour membres HyunJin, YeoJin, ViVi, Go Won et HyeJu.
ODD EYE CIRCLE expliquent que Loona ne se sont pas séparées et qu'elles laissent ouverte la possibilité de continuer les activités de groupe au complet. Cependant, elles ne peuvent pas utiliser le nom coréen de Loona (이달의소녀) librement.
Les membres de LOONA, qui se sont rendues aux showcases d'ODD EYE CIRCLE, Loossemble, Chuu et Yves, déclarent à plusieurs reprises en public et à la presse qu'elles souhaitent faire des activités à douze dès qu'elles le pourront.
L'agence PAIX PER MIL annonce officiellement la venue d'Yves en tant qu'artiste le 13 mars 2024. 

## Membres
| Nom de scène       | Nom de scène       | Nom de naissance | Nom de naissance | Date de naissance | Nationalité  | Sous-groupe |
| Romanisé           | Hangul             | Romanisé         | Hangul/Hanja     | Date de naissance | Nationalité  | Sous-groupe |
| Membres            | Membres            | Membres          | Membres          | Membres           | Membres      | Membres     |
| ------------------ | ------------------ | ---------------- | ---------------- | ----------------- | ------------ | ----------- |
| ViVi               | 비비               | Wong Kahei       | 黃珈熙           | 9 décembre 1996   | Hongkongaise | Loossemble  |
| Yves               | 이브               | Ha Soo-young     | 하수영           | 24 mai 1997       | Sud-coréenne |             |
| JinSoul            | 진솔               | Jeong Jin-sol    | 정진솔           | 13 juin 1997      | Sud-coréenne | ARTMS       |
| HaSeul             | 하슬               | Cho Ha-seul      | 조하슬           | 18 août 1997      | Sud-coréenne | ARTMS       |
| Kim Lip            | 김립               | Kim Jung-eun     | 김정은           | 10 février 1999   | Sud-coréenne | ARTMS       |
| Chuu               | 츄                 | Kim Ji-woo       | 김지우           | 20 octobre 1999   | Sud-coréenne |             |
| HeeJin             | 희진               | Jeon Hee-jin     | 전희진           | 19 octobre 2000   | Sud-coréenne | ARTMS       |
| HyunJin            | 현진               | Kim Hyun-jin     | 김현진           | 15 novembre 2000  | Sud-coréenne | Loossemble  |
| Go Won             | 고원               | Park Chae-won    | 박채원           | 19 novembre 2000  | Sud-coréenne | Loossemble  |
| Choerry            | 최리               | Choi Ye-rim      | 최예림           | 4 juin 2001       | Sud-coréenne | ARTMS       |
| HyeJu (Olivia Hye) | 혜주 (올리비아 혜) | Son Hye-ju       | 손혜주           | 13 novembre 2001  | Sud-coréenne | Loossemble  |
| YeoJin             | 여진               | Im Yeo-jin       | 임여진           | 11 novembre 2002  | Sud-coréenne | Loossemble  |

Excepté pour les leaders désignés de chaque sous-unités (HaSeul pour 1/3, Kim Lip pour ODD EYE CIRCLE et Yves pour yyxy), les membres de LOONA n'ont pas de positions fixes (sauf HaSeul en tant que leader du groupe entier).

### Chronologie
- En bleu vertical : Sorties de pré-débuts.
- En rouge vertical : Sorties coréennes.
- En jaune vertical : Sorties japonaises.

### Sous-unités
- LOOΠΔ 1/3 – HeeJin, HyunJin, HaSeul (leader), ViVi
  - YeoJin ne fait officiellement pas partie d'une sous-unité, mais elle est présentée comme le / de Loona 1/3.
- LOOΠΔ ODD EYE CIRCLE – Kim Lip (leader), JinSoul, Choerry
- LOOΠΔ yyxy (youth youth by young) – Yves (leader), Chuu, Go Won, HyeJu

#### Sous-unités en-dehors de LOONA
- Loossemble - HyunJin (leader), ViVi, Go Won, HyeJu, YeoJin
- ARTMS (en) - Kim Lip, JinSoul, Choerry, HaSeul, HeeJin

## Discographie

### Albums

#### Pré-début (2017-2018)
- LOOΠΔ 1/3
  - [Love&Live]
  - [Love&Evil]
- LOOΠΔ ODD EYE CIRCLE
  - [Mix&Match]
  - [Max&Match]
- LOOΠΔ yyxy
  - [beauty&thebeat]

#### Post-début (2018-...)
- 2018 : [+ +]
- 2019 : [X X]
- 2020 : [#] et [12:00]
- 2021 : [&]
  - Sortie japonaise : 「HULA HOOP ／ StarSeed 〜カクセイ〜」
- 2022 : [Flip That]
  - Sortie japonaise : LUMINOUS
- 2023 : [0] The Origin (sortie repoussée indéfiniment)

## Filmographie

### Émissions
- Depuis 2016 : LOOΠΔ TV
- 2017 : Mix Nine (HeeJin, HyunJin et HaSeul)
- 2019 : Go Won TV
- 2019-2020 : JinSoul TV
- 2020-présent : Loona LOG
- 2020 : Loona THE TAM
- 2022 : Queendom 2

### Web séries
- 2017-2018 : Woomanna (sauf Loona yyxy)
- 2019 : Dating class (Chuu)

## Tournées
- LOOΠΔ Premier Greeting : Line & Up (2 juin 2018)
- LOOΠΔbirth – Debut Concert in Seoul (19 août 2018)[54]
- LOOΠΔverse – Concert in Seoul (16 et 17 février 2019)
- LOOΠΔ Premier Greeting : Meet & Up (14 décembre 2019)
- LOOΠΔ [#] Showcase (5 février 2020)
- LOOΠΔ On Wave [LOOΠΔTHEWORLD: Midnight Festival] (20 octobre 2020)
- LOOΠΔ Premier Greeting : D&D (27 juin 2021)
- LOOΠΔ On Wave [LOOΠΔTHEWORLD: &] (28 juin 2021)
- LOOΠΔVERSE : FROM (11 et 12 février 2022)
- LOOΠΔ 1st World Tour : [LOONATHEWORLD] (août à septembre 2022)
  - États-Unis : Los Angeles, San Francisco, Denver, Kansas City, Chicago, Louisville, Reading, Washington DC, New York, Atlanta, Dallas, Houston, Mexico
  - Europe : Varsovie, Amsterdam, Francfort, Paris, Londres
  - Corée du Sud : Séoul
  - Japon : Tokyo

## Récompenses et nominations
| Année                         | Prix                                   | Travail nommé | Résultat   | Réf.   |
| ----------------------------- | -------------------------------------- | ------------- | ---------- | ------ |
| Asia Artist Awards            |                                        |               |            |        |
| 2018                          | Most Popular Artists (Singer) – Top 50 | Loona         | Nomination |        |
| Golden Disc Awards            |                                        |               |            |        |
| 2019                          | Rookie Artist Award                    | Loona         | Nomination |        |
| 2019                          | Popularity Award                       | Loona         | Nomination |        |
| 2021                          | Next Generation Award                  | Loona         | Lauréat    | [ 55 ] |
| Korea First Brand Awards      |                                        |               |            |        |
| 2019                          | Most Anticipated Female Rookie Idol    | Loona         | Lauréat    | [ 56 ] |
| MBC Plus X Genie Music Awards |                                        |               |            |        |
| 2018                          | Artist of the Year                     | Loona         | Nomination | [ 57 ] |
| 2018                          | Female Rookie Award                    | Loona         | Nomination | [ 57 ] |
| 2018                          | Genie Music Popularity Award           | Loona         | Nomination | [ 57 ] |
| MelOn Music Awards            |                                        |               |            |        |
| 2018                          | Best New Artist (Female)               | Loona         | Nomination |        |
| Mnet Asian Music Awards       |                                        |               |            |        |
| 2018                          | Best New Female Artist                 | Loona         | Nomination |        |
| 2018                          | Artist of the Year                     | Loona         | Nomination |        |
| Seoul Music Awards            |                                        |               |            |        |
| 2019                          | New Artist Award                       | Loona         | Nomination |        |
| 2019                          | Popularity Award                       | Loona         | Nomination |        |
| 2019                          | Hallyu Special Award                   | Loona         | Nomination |        |

### Internationales
| Année                   | Prix            | Travail nommé | Résultat | Réf.   |
| ----------------------- | --------------- | ------------- | -------- | ------ |
| MTV Europe Music Awards |                 |               |          |        |
| 2018                    | Best Korean Act | Loona         | Lauréat  | [ 58 ] |